# 정평초등학교 (경기)
정평초등학교는 대한민국 경기도 용인시 수지구에 있는 공립 초등학교이다.